# Collège des non-citoyens
En vue des élections législatives françaises de 1945, le gouvernement provisoire de la République française fixe par l'ordonnance 45-1874 du 22 août 1945 que tous les territoires d'outre-mer relevant du ministère des colonies seront représentés à l'Assemblée nationale constituante.
Mais tous les habitants de ces territoires n'auront pas le droit de vote. 
Il est créé deux collèges électoraux distincts, un pour les citoyens, un pour les non-citoyens. Dans la plupart des cas, il y aura deux sièges par territoire, un pour chaque collège. Un non-citoyen pouvait se présenter dans l'autre collège, l'inverse était aussi possible, mais ces personnes ne pouvaient pas voter pour elles-mêmes.
Ces différents collèges permettaient aux colons de disposer d'un siège sûr quel que soit leur nombre. 
Si les citoyens français (hommes et femmes) ont tous le droit de vote, les non-citoyens (indigènes) doivent remplir des conditions drastiques pour pouvoir voter, et seuls les hommes peuvent bénéficier du droit de vote. Les femmes non-citoyennes ne voteront qu'en 1958.
Il s'agit de récompenser et de fidéliser les élites locales (grands propriétaires, chefs politiques et religieux, militaires et fonctionnaires de l'administration coloniale).
Au Gabon par exemple, les 450 000 indigènes étaient représentés par un unique député, pour qui ne pouvaient voter que 6 000 d'entre eux. 
À l'inverse, les 3 000 citoyens (des colons dans une écrasante majorité) disposaient également d'un représentant.

## Inscrits sur les listes électorales au titre des non-citoyens

### Dans la colonie de Madagascar et dépendances
Les personnes des deux sexes âgées de 21 ans remplissant les conditions prévues à l'article 11 du décret du 23 mars 1945 portant création d'un conseil représentatif dans cette colonie.
Le collège électoral autochtone est composé des habitants âgés de vingt et un ans révolus, appartenant à l'une des catégories suivantes et n'ayant été condamnés à aucune des peines comportant incapacité électorale pour les citoyens français :
1. Les fonctionnaires ou agents de l'administration en retraite ;
2. Les fonctionnaires ou agents de l'administration en activité de service appartenant à un cadre régulièrement organisé et les agents auxiliaires à solde mensuelle de l'administration ou des établissements publics ;
3. Les membres de la Légion d'honneur ;
4. Les titulaires de la médaille militaire, de la croix de guerre ou de la médaille coloniale ;
5. Les titulaires du mérite agricole, du mérite maritime ou des palmes académiques ;
6. Les membres des ordres coloniaux français ;
7. Les titulaires de la médaille du mérite indigène, les titulaires de brevets d'honneur, les titulaires de la médaille du travail de 1ré ou 2e classe ;
8. Les anciens militaires ayant servi, hors de Madagascar, pendant les guerres 1914-1918 et 1939, et titulaires d'une pension de retraite ou de réforme ;
9. Les anciens officiers et sous-officiers ;
10. Les membres et anciens membres des conseils municipaux, des commissions municipales, des chambres de commerce, du conseil d'administration et du conseil de gouvernement ; les anciens délégués aux délégations économiques et financières et à la commission mixte franco-malgache ;
11. Les assesseurs titulaires, suppléants ou honoraires des tribunaux et des conseils d'arbitrage ;
12. Les titulaires d'un diplôme d'études délivré par l'État ou par un établissement d'enseignement reconnu par l'État ; Les titulaires du certificat de capacité colonial ou du baccalauréat (première partie) ; Les titulaires du brevet supérieur et élémentaire ou du brevet de capacité correspondant au brevet élémentaire ; Les titulaires du certificat d'études secondaires du premier degré ; Les titulaires du certificat d'études primaires élémentaires (arrêtés des 4 avril 1924 et 27 avril 1939) ; Les titulaires du certificat d'aptitude à l'enseignement dans les écoles indigènes du premier degré (1re série d'épreuves) (arrêté du 1er mars 1916), ou du certificat d'études du deuxième degré (arrêté du 29 décembre 1921) ; Les anciens élèves des établissements officiels indigènes du 3e degré (école industrielle de Tananarive et sections professionnelles spéciales) ;
13. Les employés de commerce ou de banque, autres que les plantons, justifiant de cinq années de service dont trois années au moins dans le même établissement et les anciens employés de commerce ou de banque justifiant de dix années au moins de service dans un ou plusieurs établissements ;
14. Les commerçants patentés personnellement des 1re, 2e et 3e classes ;
15. Les propriétaires d'immeubles bâtis immatriculés ;
16. Les concessionnaires ou chefs d'exploitations minières ou les titulaires de trois permis de recherche en exploitation depuis une année au moment de l'inscription sur la liste électorale ;
17. Les propriétaires, concessionnaires, locataires, fermiers ou régisseurs des biens ruraux, assujettis à l'impôt foncier et d'une superficie d'au moins : 5 ha. pour les terrains classés dans la première catégorie ou plantés en riz ; 20 ha. pour les terrains classés dans la deuxième catégorie ;
18. Les éleveurs propriétaires de plus de 200 bovidés et acquittant les taxes y afférentes ;
19. Les membres du corps des notables créé par le décret du 9 novembre 1944, portant réorganisation des collectivités ; les chefs de quartier régulièrement désignés en vertu du même décret ;
20. Les membres des bureaux des associations et coopératives agricoles ;
21. Les membres des bureaux des associations syndicales ;
22. Les instituteurs privés, les ministres des cultes, les catéchistes et évangélistes ;
23. Les chefs de culture et de chantier des exploitations privées dirigeant un minimum de 100 ouvriers.

### En Afrique-Occidentale française et au Togo, en Afrique-Équatoriale française, au Cameroun français, en Nouvelle-Calédonie et dépendances et à la Côte française des Somalis
Les sujets et administrés français des deux sexes âgés de 21 ans et entrant dans l'une quelconque des catégories suivantes :
1. Notables évolués tels que le statut en est défini pour chaque territoire par les textes réglementaires ;
2. Membres et anciens membres des assemblées locales (conseils de gouvernement, conseils d'administration, municipalités, chambres de commerce, chambres d'agriculture et d'industrie) ;
3. Membres et anciens membres des bureaux des associations coopératives ou syndicales ; membres et anciens membres des trois conseils d'administration des sociétés indigènes de prévoyance ;
4. Membres de l'ordre national de la Légion d'honneur, compagnons de la Libération, titulaires de la médaille militaire, de la médaille de la Résistance française, de la croix de guerre, de la médaille coloniale, du mérite agricole, du mérite maritime, d'un ordre colonial français ou de distinctions honorifiques locales dont la liste sera fixée pour chaque territoire par arrêté du gouverneur général ou gouverneur approuvé par le Ministre des Colonies ;
5. Fonctionnaires et agents de l'administration en retraite ou en activité de service ayant occupé ou occupant un emploi permanent dans un cadre régulièrement organisé ;
6. Titulaires de certains diplômes délivrés par l’État ou par l'administration locale ou un établissement d'enseignement reconnu correspondant au niveau minimum du certificat d'études primaires élémentaires local. La liste de ces diplômes sera déterminée par arrêté du gouverneur général ou gouverneur approuvé par le ministre des colonies ;
7. Présidents et assesseurs, titulaires ou suppléants des juridictions indigènes, anciens présidents ou assesseurs titulaires ou suppléants n'ayant pas été révoqués ou démis ;
8. Ministres des cultes ;
9. Anciens officiers et sous-officiers ;
10. Anciens militaires ayant servi hors du territoire d'origine pendant la guerre de 1914-1918 ou la guerre de 1939-1945 et engagés volontaires ou titulaires d'une pension de retraite ou de réforme ;
11. Commerçants patentés aptes à élire les membres des chambres de commerce ;
12. Chefs ou représentants des collectivités indigènes.